# Galeazzo di Santa Sophie

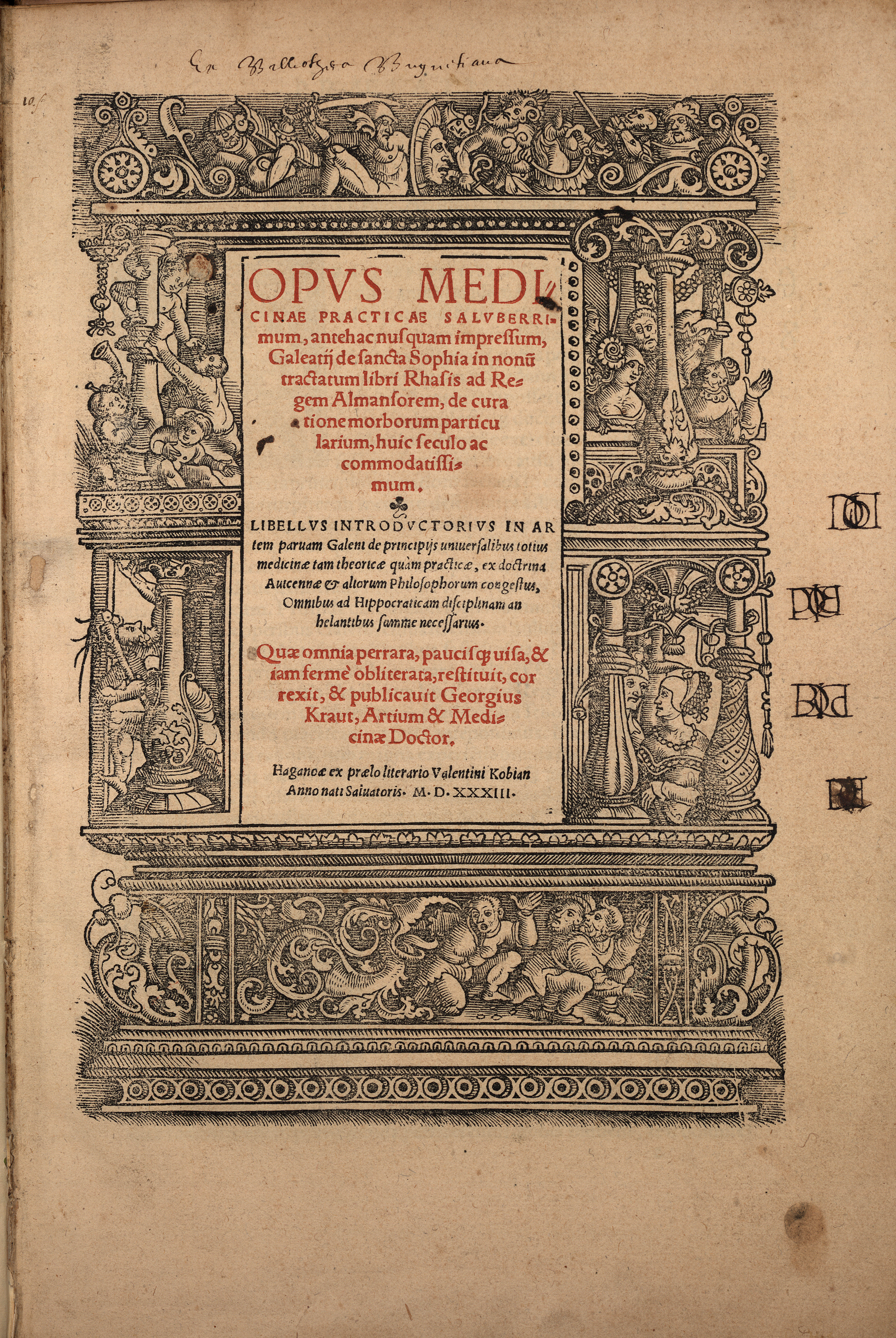
Opus medicinae practicae saluberrimum (1533)

Galeazzo di Santa Sofia (m. 1427) foi um médico e anatomista italiano.

## Vida
Ele ensinou medicina nas universidades de Bolonha e Pádua. Ele foi chamado para Viena, onde introduziu a anatomia como objeto de estudo e em 1404 fez a primeira dissecação ao norte dos Alpes.

## Obras
- Opus medicinae practicae saluberrimum (em latim). Haguenau: Valentin Kobian. 1533